# Медаль Парам Вішішт Сева
Медаль Парам Вішішт Сева (МПВШ) (IAST : Parama Viśiṣṭa Sēvā IAST) — військова нагорода Індії. Вона була заснована у 1960 році і з тих пір присуджується на знак визнання за службу в мирний час найбільш виняткового порядку і може бути нагороджений посмертно. Усі чини Збройних сил Індії, включаючи територіальну армію, допоміжні та резервні сили, офіцерів медсестер та інших членів медсестринських служб та інших законно створених Збройних сил мають право на нагороду.

## Історія
Медаль Парама Вішішта Севи спочатку була заснована як «Медаль Вішішта Севи, І клас» 26 січня 1960 року. Того ж дня було засновано п'ять інших медалей: медаль Сайня Сева, медаль Відеш Сева, медаль Сена, медаль Нау Сена та медаль Ваю Сена. Перейменовано 27 січня 1961 року, а знак підписаний.

## Дизайн
Медаль круглої форми, 35 мм діаметром і встановлюється на звичайну горизонтальну планку стандартним кріпленням. Вона виготовлена з позолоти. На його лицьовій стороні тиснена п'ятикутна зірка, а на реверсі — державний герб Індії та напис, вибитий по верхньому краю. Стрічка золотого кольору з однією темно-синьою смугою по центру, що розділяє її на дві рівні частини. Якщо одержувач медалі згодом нагороджується медаллю знову, кожна така наступна нагорода має визнаватися планкою, яка прикріплюється до стрічки, на якій підвішується медаль. Для кожної такої планки мініатюрний знак розрізнення за зразком, затвердженим Урядом, повинен бути доданий до стрічки, якщо носити її окремо.